# Джгереная, Владимир Согратович
Владимир Согратович Джгереная (1913 год, село Пирвели Гали, Сухумский округ, Кутаисская губерния, Российская империя — неизвестно, село Пирвели Гали, Гальский район, Абхазская АССР, Грузинская ССР) — звеньевой колхоза имени Сталинской Конституции Гальского района, Абхазская АССР, Грузинская ССР. Герой Социалистического Труда (1948).

## Биография
Родился в 1913 году в крестьянской семье в селе Пирвели Гали Сухумского округа.
В послевоенные годы возглавлял полеводческое звено в колхозе имени Сталинской Конституции, председателем которого был Константин Дитоевич Чеминава.
В 1947 году звено под его руководством собрало в среднем с каждого гектара по 72,68 центнеров кукурузы на участке площадью 3 гектара. Указом Президиума Верховного Совета СССР от 21 февраля 1948 года удостоен звания Героя Социалистического Труда за «получение высоких урожаев кукурузы и пшеницы в 1947 году» с вручением ордена Ленина и золотой медали «Серп и Молот» (№ 674).
Этим же указом званием Героя Социалистического Труда были награждены труженики колхоза имени Сталинской Конституции бригадиры Чака Бардгуевич Джеджея, Бага Яковлевич Какачия, Пармен Кочоевич Саруа, звеньевые Ленти Бардгуевна Джеджея, Леонтий Муразович Езугбая, Кванта Дзакаевич Какава, Джоджо Пехвович Микая и Ражден Степанович Саруа.
Проживал в родном селе Пирвели Гали.
Награды
- Герой Социалистического Труда
- Орден Ленина
- Орден Трудового Красного Знамени (03.05.1949)